# Награда Бейба Рута
Награда Бейба Рута (англ. Babe Ruth Award) — награда, вручаемая бейсболисту, внёсшему наибольший вклад в игру своей команды в матчах плей-офф Главной лиги бейсбола. Была учреждена Нью-Йоркским отделением Ассоциации бейсбольных журналистов Америки в честь Бейба Рута и впервые была вручена в 1949 году самому ценному игроку Мировой серии. Первоначально вручалась лучшему игроку Мировой серии, однако в 2007 году её стали вручать по итогам плей-офф. Хотя награда Бейба Рута была учреждена раньше награды самому ценному игроку Мировой серии, она считалась менее престижной, так как не была санкционирована МЛБ и вручалась через несколько недель после окончания Мировой серии. Первоначально плей-офф МЛБ состоял только из Мировой серии, однако в 1969 году в него были включены чемпионские серии лиг, в 1995 году дивизионные серии лиг, а в 2012 году раунд уайлд-кард.
Первым обладателем награды Бейба Рута стал игрок «Нью-Йорк Янкис» Джо Пейдж, а игрок «Бостон Ред Сокс» Джонатан Папелбон стал первым её обладателем после того, как были изменены критерии её вручения. Чаще всего награду получали игроки «Янкис» — 16 раз. Луис Тьянт является единственным игроком, чья команда проиграла в Мировой серии. Лишь Сэнди Коуфакс и Джек Моррис получали эту награду более одного раза. Последними обладателями награды Бейба Рута является игрок «Техас Рейнджерс» Адолис Гарсия.

## Победители
|     | Член Национального бейсбольного Зала Славы и музея                                   |
|     | Действующий игрок Главной лиги бейсбола                                              |
|     | Игрок, который не стал самым ценным игроком Мировой серии в этом же году (1955—н.в.) |
|     | Игрок, представитель проигравшей команды в серии                                     |
|     | Сообладатели награды                                                                 |
| (#) | Количество завоёванных титулов                                                       |

| Год   | Игрок                                                | Фото                                         | Команда                                      | позиция                                      | Выборочная статистика | Прим.                |
| ----- | ---------------------------------------------------- | -------------------------------------------- | -------------------------------------------- | -------------------------------------------- | --- | -------------------- |
| 1949  | Джо Пейдж                                            |                                              | Нью-Йорк Янкис                               | Питчер                                       | - 1 победа, ни одного поражения и 1 сейв в 3 играх - 2 пропущенных очка за 9 сыгранных иннингов - 8 страйкаутов | [ 7 ] [ 8 ]          |
| 1950  | Джерри Коулман                                       |                                              | Нью-Йорк Янкис                               | Игрок второй базы                            | - 28,6 процент отбивания - 4 хита - 3 runs batted in | [ 6 ] [ 9 ]          |
| 1951  | Фил Риззуто                                          |                                              | Нью-Йорк Янкис                               | Шорт-стоп                                    | - 32,0 процент отбивания - 1 хоум-рана - 3 runs batted in | [ 10 ] [ 11 ]        |
| 1952  | Джонни Майз                                          |                                              | Нью-Йорк Янкис                               | Игрок первой базы                            | - 40,0 процент отбивания - 3 хоум-рана - 6 runs batted in | [ 6 ] [ 12 ]         |
| 1953  | Билли Мартин                                         |                                              | Нью-Йорк Янкис                               | Игрок второй базы                            | - 50,0 процент отбивания - 12 хитов - 8 runs batted in | [ 13 ] [ 14 ]        |
| 1954  | Дасти Роудс                                          |                                              | Нью-Йорк Джайентс                            | Аутфилдер                                    | - 4 хита в 6 выходах на биту - 2 пинч-хит хоум-рана - 7 runs batted in | [ 15 ] [ 16 ]        |
| 1955  | Джонни Подрес                                        |                                              | Бруклин Доджерс                              | Питчер                                       | - 2 победы, ни одного поражения в двух играх, в которых игрок вышел в стартовом составе; обе игры были полными; 1 шатаут - 2 пропущенных очка за 18 сыгранных иннингов - 10 страйкаутов                                             | [ 17 ] [ 18 ]        |
| 1956  | Дон Ларсен                                           |                                              | Нью-Йорк Янкис                               | Питчер                                       | - 1 победа, ни одного поражения в двух играх, в которых игрок вышел в стартовом составе; одна совершенная игра — единственный ноу-хиттер в истории Мировых серий - 7 страйкаутов - сыграл первый ноу-хиттер в истории Мировых серий | [ 6 ] [ 20 ]         |
| 1957  | Лью Бердетт                                          |                                              | Милуоки Брэйвз                               | Питчер                                       | - 3 победы, ни одного поражения, в которых игрок вышел в стартовом составе; обе игры были полными; 2 шатаута - 2 пропущенных очка за 27 сыгранных иннингов - 13 страйкаутов                                                         | [ 21 ] [ 22 ]        |
| 1958* | Элстон Ховард                                        |                                              | Нью-Йорк Янкис                               | Кэтчер                                       | - 22,2 процент отбивания - выбил в 8 иннинге седьмой игры Мировой серии победный сингл - 4 набранных очков | [ 23 ] [ 24 ]        |
| 1959  | Ларри Шерри                                          |                                              | Лос-Анджелес Доджерс                         | Питчер                                       | - 2 победы, ни одного поражения и 2 сейва в 4 играх - 1 пропущенное очко за 12 2⁄3 сыгранных иннингов - 5 страйкаутов | [ 25 ] [ 26 ]        |
| 1960* | Билл Мазероски                                       |                                              | Питтсбург Пайрэтс                            | Игрок второй базы                            | - 32,0 процент отбивания - Победный уолк-офф хоум-ран в 9 иннинге седьмой игры - 5 runs batted in | [ 27 ] [ 28 ]        |
| 1961  | Уити Форд                                            |                                              | Нью-Йорк Янкис                               | Питчер                                       | - 2 победы, ни одного поражения в играх, в которых игрок вышел в стартовом составе; один шатаут - 14 сухих сыгранных иннингов - 7 страйкаутов                                                                                       | [ 29 ] [ 30 ]        |
| 1962  | Ральф Терри                                          |                                              | Нью-Йорк Янкис                               | Питчер                                       | - 2 победы, 1 поражение в 3 играх, в которых игрок вышел в стартовом составе; две игры были полными; 1 шатаут - 5 пропущенных очков за 25 сыгранных иннингов - 16 страйкаутов                                                       | [ 6 ] [ 31 ]         |
| 1963  | Сэнди Коуфакс                                        |                                              | Лос-Анджелес Доджерс                         | Питчер                                       | - 2 победы, ни одного поражения поражение в 2 играх, в которых игрок вышел в стартовом составе; обе игры были полными - 3 пропущенных очка за 18 сыгранных иннингов - 23 страйкаута                                                 | [ 32 ] [ 33 ]        |
| 1964  | Боб Гибсон                                           |                                              | Сент-Луис Кардиналс                          | Питчер                                       | - 2 победы, 1 поражение в 3 играх, в которых игрок вышел в стартовом составе; одна полная игр; 2 полные игры - 27 сыгранных иннингов - 31 страйкаут                                                                                 | [ 6 ] [ 34 ]         |
| 1965  | Сэнди Коуфакс (2)                                    |                                              | Лос-Анджелес Доджерс                         | Питчер                                       | - 2 победы, 1 поражение в 3 играх, в которых игрок вышел в стартовом составе; два шатаута - 1 пропущенное очко за 24 сыгранных иннингов - 29 страйкаутов                                                                            | [ 35 ] [ 36 ]        |
| 1966  | Фрэнк Робинсон                                       |                                              | Балтимор Ориолс                              | Аутфилдер                                    | - 28,6 процент отбивания - 2 хоум-рана - 3 runs batted in | [ 37 ] [ 38 ]        |
| 1967* | Лу Брок                                              |                                              | Сент-Луис Кардиналс                          | Аутфилдер                                    | - 41,4 процент отбивания - 8 набранных очков - 7 украденных баз | [ 39 ] [ 40 ]        |
| 1968  | Мики Лолич                                           |                                              | Детройт Тайгерс                              | Питчер                                       | - 3 победы, ни одного поражения в 3 играх, в которых игрок вышел в стартовом составе; все игры были полными - 5 пропущенных очков за 27 сыгранных иннингов - 21 страйкаут                                                           | [ 6 ] [ 41 ]         |
| 1969* | Эл Вейс                                              |                                              | Нью-Йорк Метс                                | Игрок второй базы                            | - 45,5 процент отбивания - 1 хоум-ран - 3 runs batted in | [ 42 ] [ 43 ]        |
| 1970  | Брукс Робинсон                                       |                                              | Балтимор Ориолс                              | Игрок третьей базы                           | - 42,9 процент отбивания - 9 хитов - 6 runs batted in | [ 44 ] [ 45 ]        |
| 1971  | Роберто Клементе                                     |                                              | Питтсбург Пайрэтс                            | Аутфилдер                                    | - 41,4 процент отбивания - 12 хитов - 4 runs batted in | [ 46 ] [ 47 ]        |
| 1972  | Джин Тинейш                                          |                                              | Окленд Атлетикс                              | Кэтчер                                       | - 34,8 процент отбивания - 4 хоум-рана - 9 runs batted in | [ 48 ] [ 49 ]        |
| 1973* | Берт Кампанерис                                      |                                              | Окленд Атлетикс                              | Шорт-стоп                                    | - 29,0 процент отбивания - Победный хоум-ран в 3 иннинге седьмой игры Мировой серии - 3 украденные базы за 3 попытки | [ 50 ] [ 51 ]        |
| 1974* | Дик Грин                                             |                                              | Окленд Атлетикс                              | Игрок второй базы                            | - 0 хитов в 13 выходах на биту - 1 run batted in и 1 набранное очко - участвовал в 6 дабл-плейях в 5 матчах; повторил рекорд по количеству дабл-плейях в одной игре (3)                                                             | [ 53 ] [ 54 ] [ 55 ] |
| 1975* | Луис Тьянт                                           |                                              | Бостон Ред Сокс§                             | Питчер                                       | - 2 победы, ни одного поражения в 3 играх, в которых игрок вышел в стартовом составе; 2 полные игры; 1 шатаут - 25 сыгранных иннингов - 12 страйкаутов                                                                              | [ 56 ] [ 57 ]        |
| 1976  | Джонни Бенч                                          |                                              | Цинциннати Редс                              | Кэтчер                                       | - 53,3 процент отбивания - 2 хоум-рана - 6 runs batted in | [ 58 ] [ 59 ]        |
| 1977  | Реджи Джексон                                        |                                              | Нью-Йорк Янкис                               | Аутфилдер                                    | - 45,0 процент отбивания - 5 хоум-ранов - 8 runs batted in | [ 60 ] [ 61 ]        |
| 1978  | Баки Дент                                            |                                              | Нью-Йорк Янкис                               | Шорт-стоп                                    | - 41,7 процент отбивания - 10 хитов - 7 runs batted in | [ 62 ] [ 63 ]        |
| 1979  | Уилли Старджелл                                      |                                              | Питтсбург Пайрэтс                            | Игрок первой базы                            | - 40,0 процент отбивания - 7 экстра-базовых хитов - 7 runs batted in | [ 64 ] [ 65 ]        |
| 1980* | Таг Макгро                                           |                                              | Филадельфия Филлис                           | Питчер                                       | - 1 победы, 1 поражение и 2 сейва в 4 играх - 1 пропущенное очко за 7 2⁄3 сыгранных иннингов - 10 страйкаутов | [ 66 ] [ 67 ]        |
| 1981  | Рон Цей                                              |                                              | Лос-Анджелес Доджерс                         | Игрок третьей базы                           | - 35,0 процент отбивания - 1 хоум-ран - 6 runs batted in | [ 68 ] [ 69 ]        |
| 1982* | Брюс Саттер                                          |                                              | Сент-Луис Кардиналс                          | Питчер                                       | - 1 победа, ни одного поражения и 2 сейва в 4 играх - 7 2⁄3 сыгранных иннингов - 6 страйкаутов | [ 70 ] [ 71 ]        |
| 1983  | Рик Демпси                                           |                                              | Балтимор Ориолс                              | Кэтчер                                       | - 38,5 процент отбивания - 4 дабла - 2 runs batted in | [ 6 ] [ 72 ]         |
| 1984* | Джек Моррис                                          |                                              | Детройт Тайгерс                              | Питчер                                       | - 2 победы, ни одного поражения в 2 играх, в которых игрок вышел в стартовом составе; обе игры были полными - 4 пропущенные очка за 18 сыгранных иннингов - 13 страйкаутов                                                          | [ 6 ] [ 73 ]         |
| 1985  | Брет Сэберхейген                                     |                                              | Канзас-Сити Роялс                            | Питчер                                       | - 2 победы, ни одного поражения в 2 играх, в которых игрок вышел в стартовом составе; обе игры были полными; 1 шатаут - 1 пропущенное очко за 18 сыгранных иннингов - 10 страйкаутов                                                | [ 6 ] [ 74 ]         |
| 1986  | Рей Найт                                             |                                              | Нью-Йорк Метс                                | Игрок третьей базы                           | - 39,1 процент отбивания - победный хоум-ран в 7 иннинге седьмой игры - 5 runs batted in | [ 6 ] [ 75 ]         |
| 1987  | Фрэнк Виола                                          |                                              | Миннесота Твинс                              | Питчер                                       | - 2 победы, 1 поражение в 3 играх, в которых игрок вышел в стартовом составе - 8 пропущенных очков за 19 1⁄3 сыгранных иннингов - 16 страйкаутов                                                                                    | [ 6 ] [ 76 ]         |
| 1988  | Орел Хершайзер                                       |                                              | Лос-Анджелес Доджерс                         | Питчер                                       | - 2 победы, ни одного поражения в 2 играх, в которых игрок вышел в стартовом составе; обе игры были полными; 1 шатаут - 2 пропущенных очка за 18 сыгранных иннингов - 17 страйкаутов                                                | [ 6 ] [ 77 ]         |
| 1989  | Дэйв Стюарт                                          |                                              | Окленд Атлетикс                              | Питчер                                       | - 2 победы, ни одного поражения в 2 играх, в которых игрок вышел в стартовом составе; один шатаут - 3 пропущенных очка за 16 сыгранных иннингов - 14 страйкаутов                                                                    | [ 6 ] [ 78 ]         |
| 1990* | Билли Хэтчер                                         |                                              | Цинциннати Редс                              | Аутфилдер                                    | - 75,0 процент отбивания - 9 хитов; 4 дабла - 6 набранных очков | [ 79 ] [ 80 ]        |
| 1991  | Джек Моррис (2)                                      |                                              | Миннесота Твинс                              | Питчер                                       | - 2 победы, ни одного поражения в 3 играх, в которых игрок вышел в стартовом составе; 10-иннинговый шатаут - 3 пропущенных очка за 23 сыгранных иннингов - 15 страйкаутов                                                           | [ 6 ] [ 81 ]         |
| 1992* | Дэйв Уинфилд                                         |                                              | Торонто Блю Джейс                            | Аутфилдер                                    | - 22,7 процент отбивания - 5 хитов - в 11 иннинге шестой игры Мировой серии выбил дабл, принёсший два победных очка | [ 6 ] [ 82 ]         |
| 1993  | Пол Молитор                                          |                                              | Торонто Блю Джейс                            | Назначенный бьющий                           | - 50,0 процент отбивания - 12 хитов; 6 экстра-базовых хитов - 8 runs batted in | [ 6 ] [ 83 ]         |
| 1994  | Серия была отменена из-за забастовки игроков         | Серия была отменена из-за забастовки игроков | Серия была отменена из-за забастовки игроков | Серия была отменена из-за забастовки игроков | Серия была отменена из-за забастовки игроков | [ 6 ] [ 84 ]         |
| 1995  | Том Главин                                           |                                              | Атланта Брэйвз                               | Питчер                                       | - 2 победы, ни одного поражения в 2 играх, в которых игрок вышел в стартовом составе - 2 пропущенных очка за 14 сыгранных иннингов - 11 страйкаутов                                                                                 | [ 6 ] [ 85 ]         |
| 1996* | Сесил Филдер                                         |                                              | Нью-Йорк Янкис                               | Назначенный бьющий                           | - 39,1 процент отбивания - 9 хитов - 2 runs batted in | [ 86 ] [ 87 ]        |
| 1997* | Мойзис Элу                                           |                                              | Флорида Марлинс                              | Аутфилдер                                    | - 32,1 процент отбивания - 3 хоум-рана - 9 runs batted in | [ 6 ] [ 88 ]         |
| 1998  | Скотт Бросиус                                        |                                              | Нью-Йорк Янкис                               | Игрок третьей базы                           | - 47,1 процент отбивания - 2 хоум-рана - 6 runs batted in | [ 89 ] [ 90 ]        |
| 1999  | Мариано Ривера                                       |                                              | Нью-Йорк Янкис                               | Питчер                                       | - 1 победа, ни одного поражения и 2 сейва в 3 играх - 4 2⁄3 сухих сыгранных иннингов - 3 страйкаута | [ 6 ] [ 91 ]         |
| 2000  | Дерек Джитер                                         |                                              | Нью-Йорк Янкис                               | Шорт-стоп                                    | - 40,9 процент отбивания - 2 хоум-рана - 6 набранных очков | [ 92 ] [ 93 ]        |
| 2001^ | Рэнди Джонсон                                        |                                              | Аризона Даймондбэкс                          | Питчер                                       | - 3 победы, ни одного поражения в 3 играх (2 игры в стартовом составе); один шатаут - 2 пропущенных очка за 17 1⁄3 сыгранных иннингов - 19 страйкаутов                                                                              | [ 6 ] [ 94 ]         |
| 2001^ | Курт Шиллинг                                         |                                              | Аризона Даймондбэкс                          | Питчер                                       | - 1 победа, ни одного поражения в 3 играх, в которых игрок вышел в стартовом составе - 4 пропущенных очка за 21 1⁄3 сыгранных иннингов - 26 страйкаутов                                                                             | [ 6 ] [ 94 ]         |
| 2002  | Трой Глаус                                           |                                              | Анахайм Энджелс                              | Игрок третьей базы                           | - 38,5 процент отбивания - 3 хоум-рана - 8 runs batted in | [ 95 ] [ 96 ]        |
| 2003  | Джош Бэкетт                                          |                                              | Флорида Марлинс                              | Питчер                                       | - 1 победа, 1 поражение в 2 играх, в которых игрок вышел в стартовом составе; одна полная игра - 2 пропущенных очка за 16 1⁄3 сыгранных иннингов - 19 страйкаутов                                                                   | [ 97 ] [ 98 ]        |
| 2004* | Кит Фоук                                             |                                              | Бостон Ред Сокс                              | Питчер                                       | - 1 победа, ни одного поражения и 1 сейв в 4 играх, в которых игрок вышел в стартовом составе - 1 пропущенное очко за 5 сыгранных иннингов - 8 страйкаутов                                                                          | [ 99 ] [ 100 ]       |
| 2005  | Джермейн Дай                                         |                                              | Чикаго Уайт Сокс                             | Аутфилдер                                    | - 43,8 процент отбивания - в восьмом иннинге четвёртой игры Мировой серии выбил победный сингл, принёсший победу в чемпионате - 3 runs batted in                                                                                    | [ 6 ] [ 101 ]        |
| 2006  | Дэвид Экштейн                                        |                                              | Сент-Луис Кардиналс                          | Шорт-стоп                                    | - 36,4 процент отбивания - 8 хитов - 4 runs batted in | [ 6 ] [ 102 ]        |
|       | Награду стали вручать по итогам всего плей-офф       |                                              |                                              |                                              | |                      |
| 2007* | Джонатан Папелбон                                    |                                              | Бостон Ред Сокс                              | Питчер                                       | - 1 победа, ни одного поражения и 4 сейва в 7 играх - 10 2⁄3 сухих сыгранных иннингов - 7 страйкаутов | [ 103 ] [ 104 ]      |
| 2008  | Коул Хэмелс                                          |                                              | Филадельфия Филлис                           | Питчер                                       | - 4 победа и ни одного поражения в 5 играх - 7 пропущенных очков за 25 сыгранных иннингов - 30 страйкаутов | [ 105 ] [ 106 ]      |
| 2009* | Алекс Родригес                                       |                                              | Нью-Йорк Янкис                               | Игрок третьей базы                           | - 36,5 процент отбивания - 6 хоум-ранов - 18 runs batted in | [ 2 ] [ 107 ]        |
| 2010* | Тим Линсекам                                         |                                              | Сан-Франциско Джайентс                       | Питчер                                       | - 4 победы и 1 поражение в 6 играх (5 игр в стартовом составе, 1 шатаут) - 10 пропущенных очков за 37 сыгранных иннингов - 43 страйкаута                                                                                            | [ 108 ]              |
| 2011  | Дэйвид Фриз                                          |                                              | Сент-Луис Кардиналс                          | Игрок третьей базы                           | - 39,7 процент отбивания - 5 хоум-ранов - установил рекорд плей-офф, украв 50 баз и сделав runs batted in | [ 109 ] [ 110 ]      |
| 2012  | Пабло Сандоваль                                      |                                              | Сан-Франциско Джайентс                       | Игрок третьей базы                           | - 36,4 процент отбивания - 6 хоум-ранов - 13 runs batted in | [ 111 ] [ 112 ]      |
| 2013  | Дэвид Ортис                                          |                                              | Бостон Ред Сокс                              | Игрок первой базы / Назначенный бьющий       | - 35,3 процент отбивания - 5 хоум-ранов - 13 runs batted in | [ 113 ] [ 114 ]      |
| 2014  | Мэдисон Бамгарнер                                    |                                              | Сан-Франциско Джайентс                       | Питчер                                       | - 4 победы, 1 поражение и один сейв в семи матчах (6 в стартовом составе, 2 шатаута) - 1,03 ERA — 6 пропущенных очков за 522⁄3 сыгранных иннингов - 45 страйкаутов                                                                  | [ 115 ] [ 116 ]      |
| 2015  | Уэйд Дэвис                                           |                                              | Канзас-Сити Роялс                            | Питчер                                       | - 1 победа, ни одного поражения и 4 сейва в 8 играх - 102⁄3 сухих иннингов - 18 страйкаутов | [ 117 ] [ 118 ]      |
| 2016  | {{sortname\|Джон\|Лестер\|Лестер, Джон (бейсболист)} |                                              | Чикаго Кабс                                  | Питчер                                       | - 3 победы и одно поражение в 6 играх - 2,02 ERA — 8 пропущенных очков за 352⁄3 сыгранных иннингов - 30 страйкаутов | [ 119 ] [ 120 ]      |
| 2017^ | Хосе Алтуве                                          |                                              | Хьюстон Астрос                               | Игрок второй базы                            | - 7 хоум-ранов - 14 runs batted in - 31,0 процент отбивания | [ 121 ]              |
| 2017^ | Джастин Верландер                                    |                                              | Хьюстон Астрос                               | Питчер                                       | - 4 победы и одно поражения (1 полная игра) в 6 играх - 38 страйкаутов, 8 пропущенных очков за 36 2⁄3 иннига - MVP чемпионской серии Американской лиги                                                                              | [ 121 ]              |
| 2018  | Девид Прайс                                          |                                              | Бостон Ред Сокс                              | Питчер                                       | - 3 победы и одно поражение в 6 играх - 23 страйкаута, 10 пропущенных очков за 26 сыгранных иннингов - одержал победы во второй и пятой играх Мировой серии                                                                         | [ 122 ]              |
| 2019^ | Хуан Сото                                            |                                              | Вашингтон Нэшионалс                          | Аутфилдер                                    | - .277 batting average - 5 home runs - 14 runs batted in | [ 123 ]              |
| 2019^ | Стивен Страсбург                                     |                                              | Вашингтон Нэшионалс                          | Питчер                                       | - 5 побед и ни одного поражения - 1,98 ERA - 47 страйкаутов | [ 123 ]              |
| 2020* | Рэнди Аросарена                                      |                                              | Тампа-Бэй Рейс                               | Аутфилдер                                    | - 37,7 процент отбивания - 10 хоум-ранов (рекорд МЛБ) - 14 runs batted in | [ 124 ]              |
| 2021* | Фредди Фремэн                                        |                                              | Атланта Брэйвз                               | Игрок первой базы                            | - 30,4 процент отбивания - 5 хоум-ранов - 11 runs batted in | [ 125 ]              |
| 2022  | Джереми Пенья                                        |                                              | Хьюстон Астрос                               | Шорт-стоп                                    | - 34,5 процент отбивания - 4 хоум-ранов - 8 runs batted in | [ 126 ]              |
| 2023  | Адолис Гарсия                                        |                                              | Техас Рейнджерс                              | Аутфилдер                                    | - 32,3 процент отбивания - 8 хоум-ранов - 22 runs batted in | [ 127 ]              |

## Комментарии
1. ↑  Для сезонов 1949–2006 статистика указана только для Мировой серии. После того, как награда стала вручаться по итогам всего плей-офф, статистика приведена по всем постсезонным играм.